# Sonja Kimpen
Sonja Kimpen (Siegen, 10 april 1959) is een Belgisch gezondheidscoach, auteur en tv-presentator.

## Biografie
Kimpen behaalde een master in de lichamelijke opvoeding aan de Katholieke Universiteit Leuven. Ze is voornamelijk gekend als gezondheidscoach en auteur. Kimpen geeft cursussen en individuele begeleiding, veelal gericht op afslanken, gezondheid en stressmanagement.
Kimpen presenteerde het tv-programma Je bent wat je eet op de Vlaamse zender VTM, waarin ze mensen met overgewicht begeleidde naar een gezonder leven. Ze ontwikkelde ook het format van het programma Terug in je trouwkleren. Kimpen nam daarnaast als kandidaat deel aan het vierde seizoen van Sterren op de Dansvloer waar ze als derde eindigde. Tevens werd ze door Barbara Sarafian geïmiteerd in het humoristische programma Tegen de Sterren op. In 2014 behaalde ze een finaleplaats in het VTM programma 'de Grote Sprong', waaraan ze deelnam samen met haar zoon Niels De Jonck.
In 2012 begon ze met coachingsessies in theaterzalen. Ze trok rond met de voorstelling Sonja Kimpen Bruist!. Sinds 2014 schrijft ze ook haar eigen magazines. Tevens runt ze een fitness- en welnesscentrum samen met haar gezin.
Kimpen is getrouwd en heeft twee zonen. Haar oudste zoon heeft sinds 2012 een vaste relatie met actrice Kim Van Oncen.